# Creu Monumental de Sant Guim de Freixenet
La Creu Monumental de Sant Guim de Freixenet és una creu de Sant Guim de Freixenet (Segarra) inclosa a l'Inventari del Patrimoni Arquitectònic de Catalunya.

## Descripció
Es tracta d'una creu bastida sobre un marge d'un conreu que dona davant la via del tren, a pocs metres del pas a nivell situat dins del nucli urbà. Es tracta d'una estructura formada per un pedró de planta quadrada i una creu de pedra sense elements ornamentals destacables. Destaquem la presència d'una inscripció molt erosionada a l'anvers de la creu, on tan sols ens permet llegir la data «1941».
Des d'un punt de vista constructiu i estructural s'inclouria dins el tipus anomenat creu-pedró, ja que no s'estructura a partir d'una graonada, sòcol, fust i creu sinó que se situa sobre la base d'un pedró.